# Podacarus auberti
Podacarus auberti is een mijtensoort uit de familie van de Ameronothridae. De wetenschappelijke naam van de soort is voor het eerst geldig gepubliceerd in 1955 door Grandjean.